# 戈盧比 (杜布諾區)
50°11′3″N 25°46′46″E / 50.18417°N 25.77944°E
戈盧比（烏克蘭語：Голуби），是烏克蘭的村落，位於該國西北部羅夫諾州，由杜布諾區負責管轄，面積0.3平方公里，海拔高度231米，人口60，人口密度每平方公里231.02人。